# Lepisiota kabulica
Lepisiota kabulica är en myrart som först beskrevs av Bohdan Pisarski 1967.  Lepisiota kabulica ingår i släktet Lepisiota och familjen myror. Inga underarter finns listade i Catalogue of Life.